# Gouvernement Mowinckel I
Berge Lykke
Le Gouvernement Mowinckel I est un gouvernement norvégien mené par Johan Ludwig Mowinckel. Ce gouvernement est à la tête de la Norvège du 25 juillet 1924 au 5 mars 1926. Il s'agit, comme souvent à cette époque, d'un gouvernement minoritaire. Des élections législatives ont lieu en octobre 1924 ; malgré une perte de 3 députés, le gouvernement reste en place. Ce gouvernement, qui n'a connu aucun remaniement, est uniquement composé de membres du parti libéral Venstre. 
| Ministère                                            | Nom                    |
| ---------------------------------------------------- | ---------------------- |
| Premier Ministre et Ministre des Affaires étrangères | Johan Ludwig Mowinckel |
| Ministre de la Justice                               | Paal Berg              |
| Ministre de l'Agriculture                            | Håkon Five             |
| Ministre du culte                                    | Ivar P. Tveiten        |
| Ministre de la Défense                               | Rolf Jacobsen          |
| Ministre des Affaires sociales                       | Lars Oftedal           |
| Ministre du Commerce                                 | Lars O. Meling         |
| Ministre du Travail                                  | Ole Monsen Mjelde      |
| Ministre des Finances                                | Arnold Holmboe         |